# Wolfgang Greisenegger

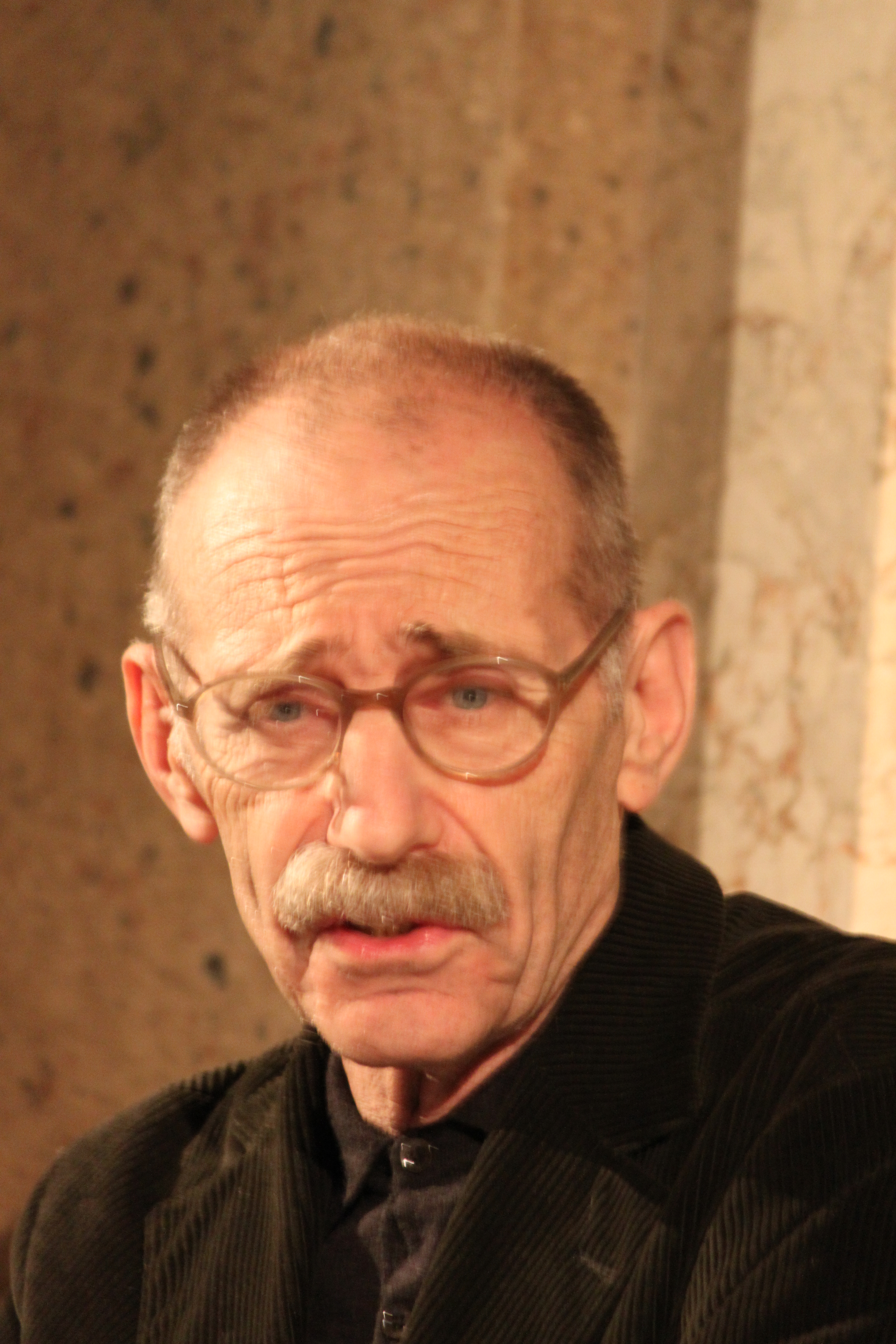
Wolfgang Greisenegger (2011)

Wolfgang Greisenegger (* 15. Jänner 1938 in Wien) ist ein österreichischer Theaterwissenschaftler.

## Leben
Wolfgang Greisenegger besuchte Schulen in St. Peter in der Au in Niederösterreich und in Wien und studierte an der Universität Wien Theaterwissenschaft, Mittelalterliche und Neuere Geschichte, Deutsche Philologie sowie Mittelalterliche und Neuere Kunstgeschichte. Er wurde mit einer Arbeit über den Wandel der Farbigkeit auf dem Theater vom Mittelalter bis zur Goethezeit promoviert und trat 1962 als wissenschaftliche Hilfskraft in den Dienst des Instituts für Theaterwissenschaft der Universität Wien. Seit 1. Mai 1964 Universitätsassistent und Dr. phil., erwarb Greisenegger 1977 die Dozentur. Ausschlaggebend dafür war seine 1977 angenommene Habilitationsschrift "Die Realität im religiösen Theater des Mittelalters". Nach einer kurzen Gastprofessur an der Universität München (1981/82) wurde er Anfang September 1982 an der Universität Wien zum Außerordentlichen Universitätsprofessor für Theaterwissenschaft ernannt. Von 1986 bis zu seiner Emeritierung im Jahr 2006 war Greisenegger als Ordinarius tätig. Im akademischen Jahr 1998/99 war er Rektor der Universität Wien.
Zu Greiseneggers Forschungsschwerpunkten zählen die Theatergeschichte vom Mittelalter bis zur Gegenwart, Bühnenbild, Theaterbau, Bühnentechnik und die Sozialgeschichte des Theaters. Greisenegger hat auch theater- und medienpraktische Arbeiten verfasst.
Greisenegger gestaltete seit den 1960er Jahren zahlreiche Sendungen im ORF. Er arbeitete am Carinthischen Sommer als Autor und Regisseur mit. Er war Kurator der Niederösterreichischen Landesausstellung 2003.

## Mitgliedschaften und Funktionen
- 1984–1988: Präsident der Weltvereinigung der Theaterwissenschaftler
- 2001–2011: Präsident des österreichischen P.E.N.-Clubs

## Anerkennungen
- 1995: Korrespondierendes Mitglied der philosophisch-historischen Klasse der Österreichischen Akademie der Wissenschaften
- 2002: Großes Goldenes Ehrenzeichen für Verdienste um die Republik Österreich[1]
- 2003: Großes Silbernes Ehrenzeichen für Verdienste um das Land Wien